# 107
Glej tudi: število 107
107 (CVII) je bilo navadno leto, ki se je po julijanskem koledarju začelo na petek.

## Dogodki
- 1. januar